# Ned Flanders
Nedward "Ned" Flanders imaginarni je lik iz crtane TV serije Simpsoni. On je prvi susjed obitelji Simpson. Jako je religiozan te time spada u grupu ljudi koju Homer ne podnosi.

## Rodbina
Flanders se oženio s Maude s kojom ima dva sina. Stariji je Rod koji u seriji ima 10 godina. Često se moli i vrlo je religiozan kao i svoj otac. Drugi sin mu je Todd koji ima 8 godina. On često psuje, ali jako dobro svira violinu pa je čak bio član školskog benda u Springfieldu. U epizodi Alone Again, Natura-Diddily Maude je preminula, kad se Homer sagnuo pa su majice iz katapulta pogodile Maude srušivši je s tribina. U novijim epizodama, Ned se oženio s Ednom Krabappel, učiteljicom osnovne škole u Sprinfieldu. 